# Осада Белграда (1717)
Осада Белграда (16 июля — 17 августа 1717) — эпизод австро-турецкой войны 1716—1718 годов.

## Предыстория
После того как Австрия вступила в 1716 году в войну на стороне Венеции, Евгений Савойский разбил турецкую армию при Петроварадине и захватил крепость Темешвар.
В 1717 году Евгений Савойский в качестве основной задачи поставил захват Белграда. Ему уже доводилось брать Белград в ходе предыдущей войны с османами, и он знал, что крепость с нескольких сторон прикрыта реками, и по суше её можно атаковать лишь с юга, поэтому он настоял, чтобы кроме сухопутной армии к Белграду по Дунаю направилась и речная флотилия, команду для которой быстро набрали в Нидерландах.

## Ход боевых действий
13 мая Евгений Савойский покинул Вену и двинулся к Белграду. У него было 70-тысячное войско, в качестве подкрепления к нему подошло 6 тысяч баварцев, а с учётом прочих австрийских войск, находившихся в Банате, под его началом оказалось около 100 тысяч человек. Дунайская флотилия состояла из пятидесяти речных судов различных типов и десятка морских кораблей с лёгкой артиллерией. Принц Евгений стремился начать осаду как можно раньше, пока к османской армии не подошло подкрепление.
В связи с тем, что армия двигалась с севера, было невозможно атаковать Белград по суше с юга. Поначалу Евгений Савойский хотел двигаться напрямик и форсировать реку Сава, но с этого направления крепость была лучше всего защищена. Он прислушался к советам своих генералов, и вместо переправы через Саву решил форсировать Дунай. Турки не ожидали переправы в этом месте, и австрийская армия почти без помех переправилась на неприятельский берег в ночь с 15 на 16 июня, после чего, разместив артиллерию против крепости, окопалась, вырыв траншеи не только со стороны крепости, но и с тыла.
Принц Евгений получил информацию, что на выручку Белграда идёт 150-тысячная османская армия, и она действительно появилась 28 июля. Однако вместо того, чтобы атаковать осаждающих, турки также принялись зарываться в землю. Австрийская армия оказалась зажатой между крепостью и деблокирующими войсками, и начала постепенно таять из-за артиллерийского обстрела и малярии.

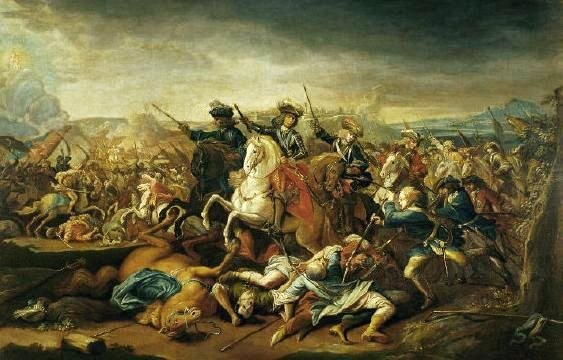
Евгений Савойский в сражении за Белград

14 августа Белград сотрясся от мощного взрыва: мортирное ядро попало в пороховой склад, при взрыве погибло около 3 тысяч защитников крепости. В ночь на 16 августа австрийцы атаковали деблокирующую османскую группировку всей армией, оставив в траншеях против крепости лишь необходимый минимум войск. Турки были застигнуты врасплох. С рассветом они попытались перейти в атаку, но контратака австрийской кавалерии, возглавляемой лично Евгением Савойским, обратила их в бегство. После десятичасового боя победа осталась за австрийцами.
После поражения деблокирующей группировки белградский гарнизон капитулировал в обмен на свободный выход из крепости. Осаждённые потеряли около 20 тысяч человек, не считая различного имущества.

## Итоги и последствия
Подписанный год спустя Пожаревацкий мир закрепил переход Белграда в руки австрийцев. Австрийская империя достигла своих максимальных исторических пределов на Балканах. Белград был потерян австрийцами двадцать лет спустя в результате следующей войны с Османской империей.